# Der abenteuerliche Simplicissimus

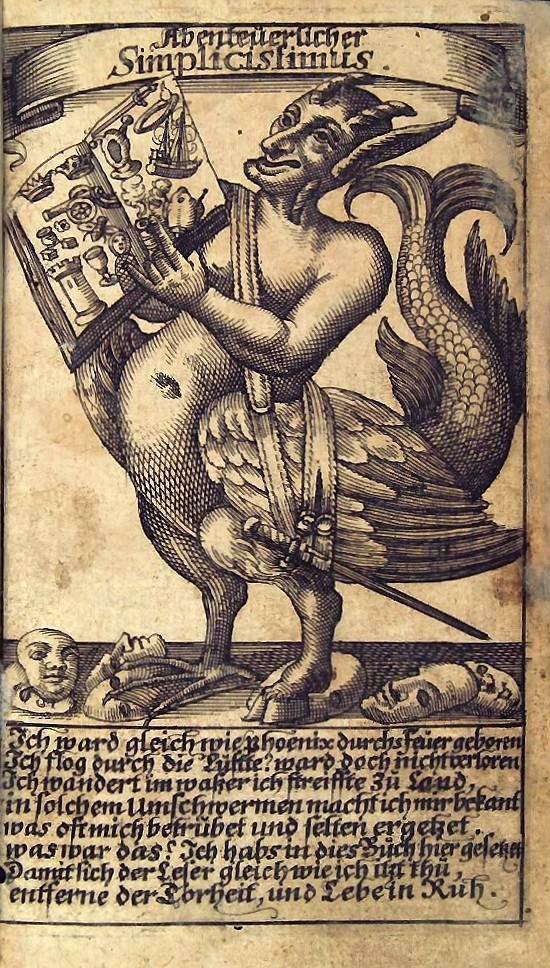
Frontispiz der Erstausgabe 1669

Der Abentheuerliche  Simplicissimus Teutsch, heute auch Simplicius Simplicissimus,  ist ein Schelmenroman und das Hauptwerk von Hans Jakob Christoffel von Grimmelshausen, erschienen 1668, datiert auf 1669. Er gilt als der erste Abenteuerroman und als das wichtigste Prosawerk des Barocks in deutscher Sprache. Das Werk wird dem „niederen“ Genre des Pikaro-Romans zugeordnet, der mit dem Mittel der Satire arbeitet. Dieses Genre stammt aus Spanien; pícaro bedeutet „Schelm“.
Das Handlungsschema ist dreiteilig: Initiationserlebnis; episodische Reise durch die Gesellschaft der Gegenwart; der Held blickt selbstreflexiv auf sein Schelmenleben zurück. Leitmotiv ist die Desillusionierung. Allerdings erfüllt der Simplicissimus auch die Anforderungen an einen „hohen“ Roman: Der Held ist ein Adeliger, er ist gebildet und thematisiert Literatur; die scheinbar autobiographische Erzählsituation wird dementiert.
Grimmelshausen veröffentlichte den Roman unter dem Pseudonym German Schleifheim von Sulsfort, einem Anagramm seines richtigen Namens Christoffel von Grimmelshausen. Das Werk beschreibt den Lebensweg von Melchior Sternfels von Fuchshaim (beinahe ein weiteres Namens-Anagramm), der im Dreißigjährigen Krieg als Kind von Soldaten verschleppt wird, es zum Offizier schafft, mehrfach die Seiten wechselt und schließlich der Welt entsagt und Einsiedler wird. Der Simplicissimus hat zwar stark autobiographische Züge, ist jedoch kein Schlüsselroman.

## Originaltitel

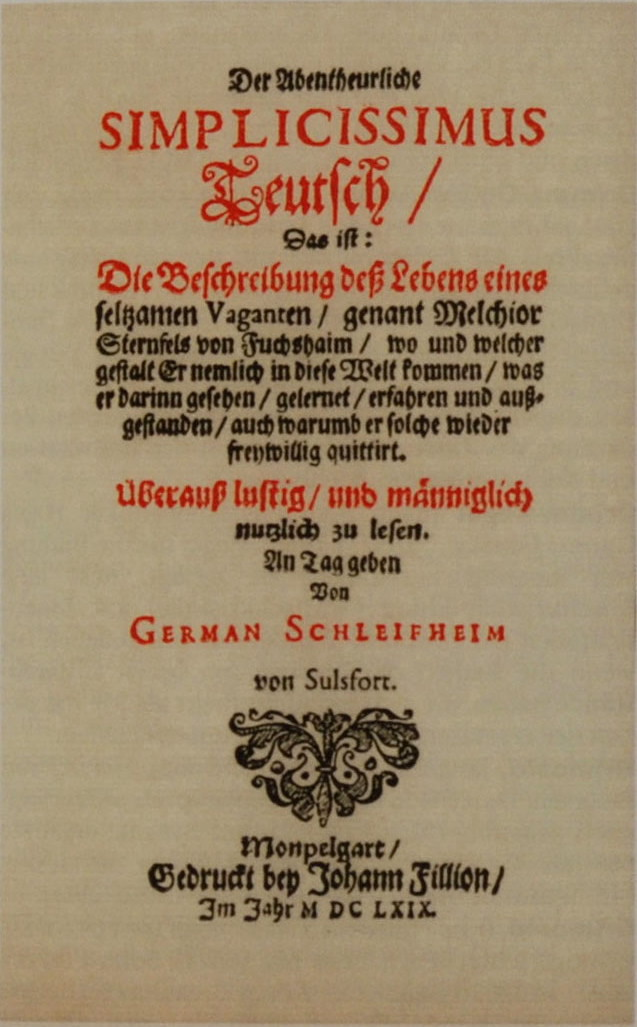
Titelblatt der Erstausgabe 1669

Der vollständige Titel, transkribiert nach dem Titelblatt der Erstausgabe, gedruckt 1669 [recte 1668] von Wolff Eberhard Felßecker in Nürnberg. Erscheinungsort und Drucker sind verschleiernd nicht korrekt angegeben, das Jahr ist vordatiert:

„Der Abentheurliche 
 SIMPLICISSIMUS 
 Teutſch / 
 Das iſt: 
 Die Beſchreibung deß Lebens eines 
 ſeltzamen Vaganten / genant Melchior 
 Sternfels von Fuchshaim / wo und welcher 
 geſtalt Er nemlich in dieſe Welt kommen / was 
 er darinn geſehen / gelernet / erfahren und auß= 
 geſtanden / auch warumb er ſolche wieder 
 freywillig quittirt. 
 Überauß luſtig / und maenniglich 
 nutzlich zu leſen.
 An Tag geben 
 Von German Schleifheim 
 von Sulsfort. 
 Monpelgart / 
 Gedruckt bey Johann Fillion / 
 Jm Jahr MDCLXIX.“

Das Werk wurde von dem Frankfurter Verleger Georg Müller zwar sprachlich überarbeitet, jedoch unberechtigt nachgedruckt. Unterscheidungsmerkmale des Raubdruckes: Mompelgart auf der Titelseite sowie die Setzfehler „neden“ und „Betel“ auf Seite 6, letzte Zeile. Dabei wurde die mundartliche Ausdrucksweise teilweise durch standardsprachliche Elemente ersetzt; Felßecker legte diese Überarbeitung seinerseits der nächsten erweiterten und überarbeiteten Ausgabe zugrunde.
Ende des 17. Jahrhunderts wurde der Roman in den simplicianischen Jahreskalendern durch fünf verschiedene Verlage zweitverwertet: Felsecker, Hoffmann und Endter (alle in Nürnberg), Rüber (Altenburg) und Straubhaar (Molsheim). Es ist umstritten, ob Grimmelshausen die Kalendergeschichten verfasst oder lediglich autorisiert hat. Möglicherweise wurden sie auch ohne seine Zustimmung publiziert.

## Inhalt
Simplicius wächst als einfältiger Viehhirte auf einem Bauernhof im Spessart auf – fernab jeglicher Bildung und sogar in Unkenntnis seines eigenen Namens. Beim Schafehüten lockt der Zehnjährige mit seinem „Sackpfeiffen“-Spiel einen Trupp Soldaten an, der sich im Wald verirrt hat. Sie plündern den Bauernhof, foltern den Knecht, schänden die Frauen, morden und brandschatzen. Auf Anraten der übel zugerichteten Magd flieht der Junge und entkommt in den Wald. So wird er von seinen vermeintlichen Eltern getrennt, die er „Knan“ („denn also nennet man die Vaetter im Spessert“) und „Meuder“ nennt. Seinen Vater soll er erst viel später wieder treffen. Nachdem der Knabe einige Tage durch den Wald geirrt ist, wird er von einem alten Einsiedler aufgenommen, der ihn Simplicius, den „Einfältigen“, nennt. Er unterweist ihn in der christlichen Lehre und bringt ihm Lesen und Schreiben bei.
Nach zwei Jahren des Lebens in der „Waldeinsamkeit“ erklärt ihm sein Lehrer, den er inzwischen als „Vater“ ansieht, ohne jedoch die tiefere Wahrheit dieser Benennung schon zu durchschauen, dass seine Zeit gekommen sei und er sterben werde. Er bittet Simplicius, ihn zu begraben. Noch ein halbes Jahr bleibt Simplicius in der Einsiedelei, dann will er den Pfarrer des nahen Dorfes um Rat bitten, was er weiter tun solle. Doch bei seiner Ankunft findet er alles niedergebrannt. Erschrocken von der Heillosigkeit der Welt beschließt er, selbst Einsiedler zu werden. Doch auch sein bescheidenes Zuhause wird nach der Schlacht bei Nördlingen und den daran anschließenden Plünderungen in und um Gelnhausen von Soldaten überfallen, seine Vorräte für den Winter werden geplündert. In seiner Hütte findet er einen letzten Brief des Einsiedlers, in dem dieser ihm einerseits rät, den Wald zu verlassen, ihm andererseits aber zugleich drei entscheidende Richtlinien und Zielgrößen gelingender Lebensführung gleichsam als „Vermächtnis“ mit auf den Weg gibt: Selbsterkenntnis, Welterkenntnis und Beständigkeit (constantia).
Über das verwüstete Gelnhausen gelangt Simplicius nach Hanau. Dort wird er zuerst als Spion verdächtigt, kommt dann aber mit Hilfe des Stadtpfarrers frei. Er erfährt, dass der Einsiedler, bevor er sich in den Wald zurückzog, ein Offizier und der Schwager des Gouverneurs Ramsay gewesen sei. Hiermit wird auf Jakob von Ramsay (1589–1639) angespielt, der bis 1638 schwedischer Kommandant in der Festung Hanau war. Simplicius wird zum Pagen des Gouverneurs, und bald zeichnet sich ab, dass das vermeintliche Waisenkind der Neffe des Gouverneurs ist, der Sohn seiner verschollenen Schwester und seines Schwagers. Doch das Leben am Hof unterscheidet sich zu stark von dem in der Einsiedelei. Simplicius empfindet es als heuchlerisch und gottlos, erfährt aber seinerseits immer weniger Verständnis für seine Einfalt und mangelnde Kenntnis höfischer Sitten.
Simplicius verliert daher bald die Gunst des Gouverneurs und soll durch ein aufwendiges Ritual zum Narren gemacht werden: Er wird mehrere Tage lang mit maskierten Teufeln in einen Keller gesperrt und genötigt, große Mengen Alkohol zu trinken. Dank der Vorwarnung des Pfarrers gelingt es ihm jedoch, der vorgesehenen Verwandlung zu widerstehen. Fortan trägt er zwar befehlsgemäß ein Kostüm aus Kalbsfellen und Eselsohren, bleibt jedoch „witzig“ (das heißt verständig) und verstellt sich nur als Narr. Bald darauf wird er von kroatischen Soldaten gefangen genommen, kann jedoch fliehen. Auf seinem weiteren Weg droht er mehrfach in Gefangenschaft zu geraten, kann die „Schnapphahne“ aber jedes Mal überlisten. Nach einer kurzen Hexentanzszene kommt Simplicius vor die Tore Magdeburgs, das 1636 von kaiserlichen und kursächsischen Truppen belagert wird. Dort wird er als Narr vom Oberst der Kaiserlichen übernommen und bald ein guter Freund des ihm zugeteilten Hofmeisters Ulrich Hertzbruder und dessen gleichnamigen Sohns.
In der Schlacht bei Wittstock kann er fliehen. Hier hilft ihm der junge Ulrich, der inzwischen die Seiten gewechselt hat und für Schweden kämpft. Ulrich selbst wird, getrieben von maßlosem Ehrgeiz und Übermut, gefangen genommen. Simplicius rettet sich als Diener eines Dragoners in das Kloster „Paradeiß“ bei Soest. Als sein Herr stirbt, wird er selbst zum „Gefreyten“ und lebt zunächst als Schutzbeauftragter im genannten Frauenkloster. Als Soester Jägerken kommt er zu Ruhm und Geld. Er begeht zahllose Untaten, kommt aber immer ungeschoren davon und macht reiche Beute.
Seine Bekanntheit führt dazu, dass sich in der Nachbarstadt Werl ein Jäger von Werl das Schema zu eigen macht. Der Jäger von Soest gebietet diesem allerdings schnell Einhalt, indem er ihm bei Nacht auflauert und ihm mit dem Tode droht, wenn er noch einmal in Jägerkluft auf Beutezug gehe.
Mit seinem großspurigen Auftreten fordert er zwei Soldaten zu einem Duell heraus, aus dem er als Sieger hervorgeht. Da aber Duelle im Heer bei Todesstrafe verboten sind, wird er festgenommen, handelt jedoch bald wieder seine Freilassung aus, da er dem General eine List vorschlägt, wie eine belagerte Stadt ohne Blutvergießen eingenommen werden kann.
Nach seiner Freilassung verprasst er sein ganzes Geld und verliebt sich in die Tochter des Obersten. Dann fährt er über Köln nach Paris. Dort macht er als Opernsänger und Gigolo Karriere und verdient damit viel Geld. Während einer schweren Erkrankung wird er ausgeraubt. Nach seiner Genesung kommt er als Quacksalber erneut zu Geld, wird aber bald von Musketieren zum Kriegsdienst gezwungen.
Bei einem Spähmanöver im Rhein kentert das Schiff, auf dem er sich befindet. Simplicius wird im letzten Moment vor dem Ertrinken gerettet und flieht nach Rheinhausen. Dort wird er abermals als Soldat eingezogen, dann von gegnerischen Truppen gefangen genommen und schließlich von einem Räuber überfallen, von dem sich dann herausstellt, dass es sein ehemaliger Feind Olivier ist, welcher auch der „Jäger von Werl“ war. Mit diesem plündert er eine Weile, bis sie von Soldaten im Wirtshaus gestellt werden. Im Kampf stirbt Olivier, Simplicius kann jedoch entkommen und gerät auf Umwegen wieder an den Ulrich Hertzbruder.
Sie beschließen, eine Wallfahrt nach Einsiedeln (Einsiedler Wallfahrt) zu machen, um für ihre Sünden zu büßen. Simplicius hat aber keine richtige Lust dazu und geht nur widerwillig mit. Er ist dann aber sehr überrascht von dem Wohlstand, der in der friedvollen Schweiz herrscht, während der deutsche, österreichische und böhmische Teil des Heiligen Römischen Reichs unter Krieg, Zerstörungen, Hunger und Elend leiden. Anschließend meldet er sich jedoch wieder zum Kriegsdienst.
Er hört dort von einem nahegelegenen See, dem Mummelsee. Er wandert hin und wirft Steine hinein, worauf ihm der König der Wassergeister erscheint. Dieser schenkt ihm einen Stein, der eine Heilquelle hervorsprudeln lässt, einen Sauerbrunnen, wenn man ihn auf den Boden legt. Er will ein neues Heilbad ähnlich dem Schwalbacher gründen, legt ihn aber versehentlich beim Schlafengehen auf den Boden. Völlig verdrossen, schon wieder so ein großes Vermögen verloren zu haben, zieht er sich auf einen Bauernhof zurück und studiert verschiedene Künste.
Als sich im Herbst bei seinem Bauernhof Truppen einquartieren, wird er von diesen gefangen genommen. Er kommt durch diese nach Moskau und macht dort als Forscher Karriere. Er zeigt dem Zaren die Pulverherstellung. Dafür wird er freigelassen, allerdings wird er von den Tataren kurz darauf wieder gefangen genommen und nach Korea gebracht. Auf der Rückreise, die er antreten kann, da er den koreanischen König in der Schießkunst unterwiesen hat, erlebt er viele Abenteuer in Japan, Macau, Ägypten, Konstantinopel und Rom. Er wird von Piraten gefangen genommen und als Galeerensklave verkauft. Schließlich kehrt er nach Hause zurück.
Bei einem Waldspaziergang findet er ein Steinbild. Als er es berührt, verwandelt es sich in verschiedene Dinge und Tiere, bis es schließlich als Vogel davonfliegt (siehe Baldanders). Er deutet dies als Zeichen Gottes und will nach Santiago de Compostela in Spanien pilgern. Allerdings kentert das Schiff, und er rettet sich mit dem Schiffszimmermann an Land. Dort finden sie Obst, Geflügel, Früchte und Wasser. Nachdem sich der Zimmermann am Palmwein zu Tode getrunken hat, wird Simplicius zum Einsiedler und schreibt sein Leben nieder. Als zufällig Jahre später ein holländisches Schiff vorbeifährt, übergibt er dem Kapitän seinen Lebensbericht. Der Beschluss des holländischen Kapitäns bildet das Schlusskapitel des Buches. Wie er von der Insel gekommen ist, bleibt unerklärt. Hierbei handelt es sich quasi um die erste Robinsonade der deutschen Literatur, lange vor Daniel Defoes Roman.
In Grimmelshausens Erzählung Springinsfeld, die nach den Geschehnissen des Abenteuerlichen Simplicissimus spielt, kehrt Simplicissimus überraschenderweise wieder zurück.

## Charakter
Jäger von Soest nannte Christoffel von Grimmelshausen den Helden Simplicius. Simplicius wird als sprechender Name verstanden:

„Wiewohl der Name des Simplicissimus eindeutig einen Hinweis auf das Wesen seines Trägers
enthält und wohl auch als solcher von Grimmelshausen geprägt wurde, ist doch aus mehrfachen
Gründen anzunehmen, daß er darüber hinaus für die Gestalt des Simplex ein Vorbild hatte.“

Im Romanverlauf verliert der Name an „Sprechendheit“. An seine Stelle treten Rollennamen, Jäger von Soest in der glücklichen Phase des Abenteurerlebens und Beau Alman in der privaten und erotischen Seite der Handlung mit seinen Sangeskünsten, seiner Schönheit und seinem darstellerischen Geschick. Beau Alman ist ausschließlich auf die Paris-Episode bezogen und verliert sich später wieder. Der Name Simplicius kehrt zurück und bleibt bis zum Schluss erhalten. Dagegen ist James Ramsey eine historische Figur, wie auch Daniel Rollin von Saint-André. Bei Johann von Werd soll es sich um General Johann (Jan) Freiherr von Werth handeln. Die Nebenfigur Ulrich Herzbruder gehört wieder in die Kategorie der redenden Namen.
Der Schelmenroman hat möglicherweise autobiographische Züge. Gegen diese Annahme spricht, dass Schilderungen, die Augenzeugenberichte zu sein scheinen, tatsächlich – wie die im 27. Kapitel des zweiten Buchs geschilderte Schlacht bei Wittstock – Montagen anderer Texte sind, wie des Theatrum Europaeum. Neuere Forschungen geben ein ziemlich gesichertes Bild von Grimmelshausens Biographie. In seinem Roman beschreibt er das Leben eines in Saus und Braus lebenden Draufgängers zur Zeit des Dreißigjährigen Krieges. Im Regiment des Grafen Götz nahm er teil an der Belagerung und Unterwerfung Soests, plünderte bei Bedarf und Gelegenheit Bauern und andere Einwohner.

## Gattungsgeschichtliche Einordnung
Die Zuordnung des Werkes in die Literaturgattung „Schelmenroman“ ist umstritten. Es wird die Auffassung vertreten, der Roman stehe eindeutig in der Tradition des spanischen Schelmenromans, wie des Lazarillo von Tormes. Er wird auch als Entwicklungsroman oder soziale Satire eingeordnet. Sowohl der Aufbau des Romans als auch seine Funktion, die in verschiedenen Schriften von Grimmelshausen selbst angedeutet wurde, lassen Parallelen zum christlichen Erbauungsroman erkennen. Hierin grenzt er sich zum Teil von Schelmenliteratur, wie etwa den Schwank-Erzählungen um Till Eulenspiegel, ab. Auch ist beinahe allgemein anerkannt, dass zumindest das sechste Buch, die „Continuatio“, nur zu „entschlüsseln“ ist, wenn man die Lehre vom mehrfachen Schriftsinn berücksichtigt. Zwischen den Allegorien und Symbolen Grimmelshausens finden sich nach dieser Interpretation Botschaften, die nicht schelmisch, sondern sozial-, kriegs- oder gesellschaftskritisch und/oder christlich erbaulich wirken. Solche Interpretationen berufen sich gerne auf das Gleichnis Grimmelshausens, wonach man manch bittere Pille verzuckern müsse, bevor sie geschluckt werden kann. Oder man betrachtet das Werk unter dem Aspekt „Erkenne Dich selbst“.

## Rezensionen
„Eins der vortrefflichsten Bücher ist der Simplicius Simplicissimus. Tieck hat ihn mir geliehen. Herr, das ist göttlich! Es ist rar, ich lasse deshalb nächster Tage im Reichsanzeiger nach ihn Anfrage tun und werde Commission geben, daß man Ihnen nach Marburg deswegen antwortet, weil ich dann vielleicht nicht mehr hier bin, und sie werden dann ihn für mich kaufen, wie man ihn bietet, und da es vielerlei Bücher gibt, die mit ihm zusammenhängen, so werden Sie jedes einzelne kaufen, das dazu gehört; im Koch steht vielerlei drüber.“

„Sein Simplicissimus … ist ein unmittelbar aus dem Volk gegriffener, poetischer, treuer Gesell … und es ist eine Lust zuzusehen, wie er diese bestialische Welt humoristisch zu bewältigen weiß. Selbst mit dem herzzerreißenden Jammer und dem bloß Wüsten weiß uns der Dichter zu versöhnen …“

„Es ist ein Literatur- und Lebens-Denkmal der seltensten Art, das in voller Frische fast drei Jahrhunderte überdauert hat und noch viele überdauern wird, ein Erzählwerk von unwillkürlichster Großartigkeit, bunt, wild, roh, amüsant, verliebt und verlumpt …“

## Rezeption
Der Simplicissimus hatte eine gewaltige Wirkungsgeschichte, vor allem auch seit der frühen Moderne bedeutende Illustrationsgeschichte. Diese wird im Simplicissimus-Haus in Renchen gepflegt. Der Roman wurde zuletzt in die ZEIT-Bibliothek der 100 Bücher und auch in die ZEIT-Schülerbibliothek aufgenommen.
Bei der Vertonung in der Wiener Operette Simplicius wird der Titelheld als „Narr in Christo“, als „künstlicher Hofnarr“ sowie als „weiser-wissender Narr“ wahrgenommen. Dem entsprechen die Erzählstufen des Romans: Zunächst der Naivling Simplex. Darauf folgt die Flucht des Protagonisten in einen Wald, wo er von seinem leiblichen Vater christlich erzogen wird. Allerdings mangelt es ihm nach wie vor an Allgemeinbildung, sodass er das Wesen der Welt allein durch den Filter seines neu erworbenen christlichen Glaubens zu verstehen versucht. Nach dem Tod des Vaters erlebt er den Krieg. Er landet am Hof des Gubernators von Hanau. Dort durchschaut er die Anatomie des Krieges und überlebt, indem er der Hofgesellschaft die Rolle des natürlichen Narren erfolgreich vorgaukelt. Nach gelungener Flucht aus Hanau nimmt er die Identität des Jägers von Soest an und wechselt somit die Seiten. Er beschließt am Krieg teilzunehmen. Er nimmt skrupellose Charakterzüge an, macht sich den Krieg zunutze und beginnt, unter dem Verlust seiner Moral zu leiden. Er wird zum Weltnarren und beschließt, zu seiner Identität als Christusnarr zurückzukehren und sich eine asketische Lebensweise aufzuerlegen. Aus diesen Erzählstufen entspringt die Charakterisierung des Werkes als Entwicklungsroman mit satirischen Episoden. Für die Operette bietet sich also eine Folie an, die aufgrund ihrer Dichte, Fülle und Komplexität viele verschiedene Lesarten zulässt.
Karl Amadeus Hartmann vertonte den Stoff in seiner Oper Des Simplizius Simplizissimus Jugend. Er entwickelte sein musikalisches Werk im Widerstand gegen die Nazi-Herrschaft für eine neue und humane Gesellschaftsordnung. Die während der Nazizeit entstandene Oper fasste er neu. 1955 schrieb er:

„Hält man der Welt den Spiegel vor, so dass sie ihr gräßliches Gesicht erkennt, wird sie sich vielleicht doch einmal eines Besseren besinnen.“

Im Roman spielt die Musik eine wichtige Rolle. Sie ermöglicht den sozialen Aufstieg des Protagonisten, bis sie plötzlich und unerwartet verstummt. Simplicissimus beginnt die Musik zu hassen und zerstört seine Laute. In der Handlung des Romans wird dadurch ein Wendepunkt eingeleitet. Er wendet sich Theologie und Dichtung zu. Auf der einsamen Insel führt er ein kontemplatives Dasein. Um Buße zu tun, schreibt er sein gesamtes Leben auf. Es wird die Auffassung vertreten, Simplicissimus sei als göttlich inspirierter Dichter dargestellt. Er wird mit dem biblischen „Dichter-Theologen“ König David verglichen. Ihm sei deutlich geworden, dass die Dichtkunst die geeignetere Form ist, Gott zu loben und zu erkennen.

### Film
- Des Christoffel von Grimmelshausen abenteuerlicher Simplizissimus, Regie: Fritz Umgelter (ZDF, 1975).[25]
- Es hat mir wollen behagen, mit Lachen die Wahrheit zu sagen – Der abenteuerliche Simplicissimus Teutsch (Deutscher Fernsehfunk (DDR), Bildungsfernsehen, 30 Minuten).
Der Film umfasst den Zeitraum der Handlung des ungebildeten Knaben, der auf der Sackpfeife spielt, bis zu seiner Aufnahme beim Einsiedler.

### Hörspiel
- Der abenteuerliche Simplicissimus, SWR 2000, 375 Min. Mit Jens Wawrczeck und Felix von Manteuffel.
- Simplicius Simplicissimus, SFB/WDR 1984, 177 Min.
- Der abenteuerliche Simplicissimus, DDR 1965, 44 Min., Kinderhörspiel; Regie: Uwe Haacke, Bearbeiterin: Anna Elisabeth Wiede.
- Simplicius Simplicissimus Teutsch, WDR 1963, 427 Min.; Regie: Ludwig Cremer, Bearbeiter: Bastian Müller (Schriftsteller); mit Hans Clarin als Simplicius.

### Hörbuch
- Hans Jacob Christoffel von Grimmelshausen: Der abenteuerliche Simplicissimus Deutsch. Aus dem Deutschen des 17. Jahrhunderts von Reinhard Kaiser. Gelesen von Felix von Manteuffel. Vollständige Lesung: 22 Stunden (18 CDs). Eichborn Verlag, Frankfurt am Main 2009. ISBN 978-3-8218-6329-0.
- Hans Jakob Christoffel von Grimmelshausen: Der abenteuerliche Simplicissimus. Gelesen von Roberto Gaspard. Vollständige Lesung: 17 Stunden (14 CDs). Christoph Merian Verlag, Basel 2006. ISBN 3-85616-273-9.
- Hans Jacob Christoffel von Grimmelshausen: Der abenteuerliche Simplicissimus Deutsch. Gelesen von Roberto Gaspard. MP3-CD, Dauer: 13 Stunden. Ascolto-Verlag, Titel 0434.
- Der Abenteuerliche Simplicissimus Teutsch Teil 1 bei Librivox

### Oper/Operette
- Johann Strauss vertonte den Stoff in seiner 1887 uraufgeführten Operette Simplicius auf ein Libretto von Victor Léon.
- Die von Ludwig Achilles Maurick vertonte Oper Simplicius Simplicissimus wurde 1938 in Düsseldorf uraufgeführt.[26]
- Karl Amadeus Hartmann vertonte den Stoff in seiner 1949 in Köln szenisch uraufgeführten Oper Des Simplizius Simplizissimus Jugend auf ein Libretto von Hermann Scherchen.

## Ausgaben (in Auswahl)
- Hans Jakob Christoffel von Grimmelshausen: Der abenteuerliche Simplicius Simplicissimus; des neueingerichteten und vielverbesserten Abentheuerlichen Simplicissimi Fortsetzung und Schluß. Vorwort Hanns Martin Elster („Hans Jacob Christoffel von Grimmelshausen – Sein Leben und Schaffen“), Verzeichnisse, Anhang (diverse Vorreden). Mit zahlreichen Schwarzweiß-Illustrationen von Joseph Sattler. G. Grote’sche Verlagsbuchhandlung Berlin 1913.
- Hans Jakob Christoffel von Grimmelshausen: Der abenteuerliche Simplicissimus. Vollständige Ausgabe (als Grundlage des Textes wurde die Scholteschen Ausgabe von 1938/39 verwendet) mit Illustrationen (169 Handätzungen von Max Hunziker), Worterklärungen und Anmerkungen. Hrsg. Emil Ermatinger. Büchergilde Gutenberg, Zürich 15. Dezember 1945.
- Hans Jakob Christoffel von Grimmelshausen: Grimmelshausens Simplicissimus Teutsch. Abdruck der editio princeps (1669) mit der stark mundartlich gefärbten, nicht von einem berufsmäßigen Korrektor überarbeiteten Originalsprache des Verfassers hg. von J. H. Scholte – Reihe „Neudrucke deutscher Literaturwerke“ Bde. 302–309. Max Niemeyer Verlag Tübingen 1954
- Hans Jakob Christoffel von Grimmelshausen: Der abenteuerliche Simplicissimus. Vollständige Ausgabe mit Illustrationen, Worterklärungen und Anmerkungen. Hrsg. Alfred Kelletat. Parkland Verlag, Stuttgart 1967, ISBN 3-88059-052-4.
- Johann Jakob Christoffel von Grimmelshausen: THE ADVENTURES OF SIMPLICISSIMUS in a new Translation by John P. Spielman. Printed for the Members of „The Limited Editions Club“ New York 1981. 18 ganzseitige Holzschnitte im Format 21,5 × 25 cm von Fritz Eichenberg, [der außergewöhnlichen Illustrationen wegen:]
- Hans Jakob Christoffel von Grimmelshausen: Der abenteuerliche Simplicissimus Teutsch. Aufbau-Verlag, Berlin/Weimar 1984 (Bibliothek der Weltliteratur). Dieser Ausgabe liegt der Erstdruck zugrunde. Mit Worterklärungen (40 S.) und einem Nachwort von Günther Deicke. Ohne Illustrationen.
- Hans Jakob Christoffel von Grimmelshausen: Simplicissimus teutsch. Werke in drei Bänden. Bd. I/1. Hrsg. von Dieter Breuer. Frankfurt am Main: Deutscher Klassiker Verlag 1989 (= Bibliothek deutscher Klassiker, 4/1). ISBN 3-618-66460-5.
- Hans Jakob Christoffel von Grimmelshausen: Der abenteuerliche Simplicissimus. Ungekürzter Text mit Anmerkungen. Husum: Hamburger Lesehefte Verlag o. J. [nach 1989, berücksichtigt Ausgabe des Klassiker Verlags] (= Hamburger Lesehefte, 207), ISBN 3-87291-206-2.
- Hans Jacob Christoffel von Grimmelshausen: Der abenteuerliche Simplicissimus Deutsch., Deutscher Klassiker Verlag Taschenbuch 2: 2005. ISBN 3-618-68002-3.
- Hans Jacob Christoffel von Grimmelshausen: Der abenteuerliche Simplicissimus Deutsch. Aus dem Deutschen des 17. Jahrhunderts von Reinhard Kaiser. Die Andere Bibliothek im Eichborn Verlag, Frankfurt am Main 2009. ISBN 978-3-8218-4769-6.[27]
- Hans Jacob Christoffel von Grimmelshausen: Der abentheuerliche Simplicissimus Teutsch und Continuatio. Hrsg. von Dirk Niefanger. Reclam, Stuttgart 2017, ISBN 978-3-15-010817-8.